# Otakar Hubík
Otakar Hubík (23. prosince 1897 Boskovice – 21. června 1942 Kounicovy koleje) byl český odbojář z období druhé světové války popravený nacisty.

## Život
Otakar Hubík se narodil 23. prosince 1897 v Boskovicích v rodině poštmistra Josefa Hubíka a Amalie, rozené Schmuckové. Měl sestru Stanislavu, vdanou Markovou, a bratra Karla. Vystudoval klasické gymnázium v Brně, kde v roce 1915 odmaturoval. V té době již probíhala první světová válka a tak byl Otakar Hubík povolán do c. a k. armády. Bojoval na italské frontě a byl dvakrát raněn. Po skončení války pokračoval v armádní službě v nově vzniklé Československé armádě. Sloužil na řadě míst (Broumov, Milovice, Uherské Hradiště, Brno, Michalovce, Košice a Trnava). Dosáhl hodnosti štábního kapitána. Po odchodu z armády byl zaměstnán při Zemské školní radě v Brně a také jako vrchní tajemník finančního úřadu. Po německé okupaci v březnu 1939 vstoupil do protinacistického odboje. Za svou činnost byl 9. října 1941 v bytě své sestry zatčen gestapem. Dne 21. června 1942 byl stanným soudem odsouzen k trestu smrti a týž den popraven zastřelením v brněnských Kounicových kolejích. O den později bylo jeho tělo zpopelněno v brněnském krematoriu.

## Posmrtná ocenění
- Otakar Hubík byl in memoriam povýšen do hodnosti majora